# Lycosa rufisterna
Lycosa rufisterna là một loài nhện trong họ Lycosidae.
Loài này thuộc chi Lycosa. Lycosa rufisterna được Ehrenfried Schenkel-Haas miêu tả năm 1953.